# منتخب الصين لكرة الصالات
منتخب الصين لكرة الصالات هو ممثل الصين الرسمي في المنافسات الدولية في كرة الصالات
.